# KDE Partition Manager
KDE Partition Manager — редактор розділів диска із стільничного середовища KDE. Вперше з'явився у KDE 4. Нові версії застосунка публікуються незалежно загального циклу розвитку KDE.
Програма дозволяє створювати, видаляти, змінювати розмір, переміщувати, перевіряти та копіювати розділи диска та файлові системи на ньому. Це корисно для створювання місця під нову операційну систему, реорганізацію використання диска, копіювання даних на жорсткі диски та зеркалювання одного розділу на інший. KDE Partition Manager також може створювати бекапи файлових систем, а також відновлювати їх із бекапів.
Як і більшість програм KDE, KDE Parttion Manager написаний на мові програмування С++ та використовує тулкіт Qt. KDE Partiotion Manager опубліковано під GNU Lesser General Public License і воно є вільним програмним забезпеченням.
Проєкт KDE Partition Manager також надає операційну систему із встановленим KDE Partition Manager, яку можна запустити із LiveCD або LiveUSB. Операційна система заснована на дистрибутиві OpenSUSE.

## Історія випусків
| Колір    | Значення                       |
| -------- | ------------------------------ |
| Червоний | Випуск більше не підтримується |
| Зелений  | Випуск все ще підтримується    |
| Синій    | Майбутній випуск               |

| Мажорна версія | Мінорна версія | Дата випуску    | Нотатки                                                                                |
| -------------- | -------------- | --------------- | -------------------------------------------------------------------------------------- |
| 1.0            | 1.0.0alpha1    | 18 вересня 2008 | Перший випуск                                                                          |
| 1.0            | 1.0.0alpha2    | 24 вересня 2008 | Виправлення важливих помилок                                                           |
| 1.0            | 1.0.0beta1a    | 13 січня 2009   | Виправлення помилок та падінь, підтримка ext4                                          |
| 1.0            | 1.0.0beta2     | 30 квітня 2009  | Виправлення помилок. Презентація KCModule                                              |
| 1.0            | 1.0.0beta3     | 4 червня 2009   | Виправлення помилок. Поліпшення швидкості та юзабіліті                                 |
| 1.0            | 1.0.0rc1       | 3 серпня 2009   | Виправлення помилок                                                                    |
| 1.0            | 1.0.0          | 18 серпня 2009  | Перший стабільний випуск                                                               |
| 1.0            | 1.0.1          | 9 січня 2010    | Виправлення помилок                                                                    |
| 1.0            | 1.0.2          | 24 квітня 2010  | Виправлення помилок. Поліпшення юзабіліті                                              |
| 1.0            | 1.0.3          | 1 вересня 2010  | Виправлення помилок. Поліпшення юзабіліті                                              |
| 1.1            | 1.1.0          | 10 липня 2014   | Нові можливості, підтримка 4096-байтних секторів, Btrfs, GPT, exFAT, NILFS 2, та інше. |